# 高海寧
高海寧（英語：Samantha Ko Hoi Ling，1987年1月13日—），原名沈江莉，生於江蘇南京，香港女演員及節目主持，於《2008年度香港小姐競選》入圍最後五強，並獲得「旅遊大使獎」，現為無綫電視經理人合約藝員，2023年憑《新聞女王》奪得《萬千星輝頒獎典禮2023》「最佳女配角」。

## 背景

### 早年經歷
高海寧生於江蘇南京，祖籍广东潮州，十三歲時移民来到香港。她小時候在中国大陸居住時隨外婆姓氏，其後來到香港與父母和兩名胞弟同住九龍旺角通菜街大廈的天台單位。十八歲將名字「沈江莉」復隨父姓，並改名「高海寧」。她小學畢業於南京市雙橋門中心小學（現為南京市秦淮實驗小學）（1999年）。移民来港後，中學入讀聖公會聖馬利亞堂莫慶堯中學（2005年中五）。並於香港中學會考取得22分，後於就讀中七時轉讀新法書院（2007年中七）。中七畢業後修讀香港專上學院商業管理系副學士。

### 入行及演藝發展
高海寧曾是「Elite Model Management Hong Kong」旗下模特兒，其後獲父母鼓勵參選《2008年度香港小姐競選》，結果順利進入決賽並獲得「旅遊大使獎」。及後被無綫電視取錄成為合約藝員，亦有以港姐代表身份出席活動。2012年，她出版自傳《寧…密語》。2013年，高海寧在無綫電視劇集《法網狙擊》飾演的「紀慕芝（Kiki）」遭遇獲觀眾同情，被白健恩性侵一幕更引起不少迴響。她憑無綫電視劇集《使徒行者》「林希微（Amy）」一角令其知名度增加，並獲得《TVB 馬來西亞星光薈萃頒獎典禮2014》「最喜愛TVB飛躍進步女藝員」獎；隨後成為無綫電視監製文偉鴻及陳維冠的常用演員。
2016年，高海寧在無綫電視愛情喜劇《愛情食物鏈》飾演街市賣魚檔老闆「高貴芬（高芬）」，並在《萬千星輝頒獎典禮2016》首次入圍「最佳女主角」；同年拍攝香港首部4K實景電視劇《不懂撒嬌的女人》，飾演表面溫柔大方，實則充滿心機的「田蜜」，並在《TVB 馬來西亞星光薈萃頒獎典禮2017》獲得「最喜愛TVB女角色」獎，以及在《萬千星輝頒獎典禮2017》入圍「最佳女配角」及「最受歡迎電視女角色」。2019年，她在無綫電視劇集《婚姻合伙人》飾演「貝競枝（Kimchi）」一角，並憑此劇在《萬千星輝頒獎典禮2019》再度入圍「最佳女主角」；同年9月在奇幻劇《金宵大廈》的單元故事《雅烏》內飾演虎媽「周小惠」，演出獲好評。她憑此劇在《萬千星輝頒獎典禮2019》入圍「最佳女配角」最後五強。
2020年，高海寧在無綫電視有四部劇集播出，分別是《殺手》、《迷網》、《反黑路人甲》及《C9特工》。她憑《反黑路人甲》「蔣明麗（Angel）」一角在《萬千星輝頒獎典禮2020》再度入圍「最佳女主角」及「最受歡迎電視女角色」，以及首度入圍「馬來西亞最喜愛TVB女主角」。同年，她在內地劇集《三十而已》的演出亦獲關注。2021年，她憑無綫電視劇集《七公主》「顧青桐」一角在《萬千星輝頒獎典禮2021》入圍「最佳女主角」最後十強、「最受歡迎電視女角色」以及「馬來西亞最喜愛TVB女主角」。2022年，高海寧憑無綫電視劇集《童時愛上你》「雷紫彤」一角於《萬千星輝頒獎典禮2022》再次入圍「最佳女主角」最後十強、「最受歡迎電視女角色」以及「馬來西亞最喜愛TVB女主角」。
2023年，高海寧為美容中心續任代言，是其第12年擔任該品牌代言人。同年11月，高海寧於無綫電視台慶劇《新聞女王》中飾演新聞主播「許詩晴（Kathy）」一角，演技獲網民肯定，更憑此劇於《萬千星輝頒獎典禮2023》奪得「最佳女配角」，其後於《觀眾在民間電視大獎2023》奪得「民選最佳女配角」。

### 事件
2024年2月，阿根廷球王到香港出席國際邁阿密對戰香港隊賽事，但卻沒有親身上陣。高海寧接受訪問時，說自己可以理解和諒解美斯因傷缺陣，引來網民批評，其後她在社交平台上就此前說法道歉，並稱會持續關注事件，希望事件能有合理交代。

## 個人生活
高海寧的前男友是前無綫電視音樂總監鄧智偉，他現在經營自己的音樂品牌，雖然她很少和他公開露面或貼出合照，但已是半公開的情侶。不過，後來二人和平分手。另外，她指自己天生易肥兼水腫，靠高溫瑜伽保持身材窈窕。
高海寧的血型屬於被稱為「熊貓血」的Rh陰性，全香港僅0.7%人擁有，因此有被香港紅十字會以電話聯絡請求儘快捐血的經驗。

## 演出作品

### 電視劇
| 首播         | 劇名             | 角色                 |
| 無綫電視     |                  |                      |
| 2010年       | 天天天晴         | 周美美               |
| 2010年       | 蒲松齡           | 九尾狐               |
| 2010年       | 讀心神探         | 梁思敏（Annie）      |
| 2011年       | 法證先鋒III      | 林圓圓（Tracy）      |
| 2012年       | 當旺爸爸         | 何美儀               |
| 2012年       | 拳王             | Daisy                |
| 2012年       | 回到三國         | Christy              |
| 2012年       | 天梯             | 艷萍                 |
| 2012年       | 法網狙擊         | 紀慕芝（KiKi）       |
| 2013年       | 法外風雲         | 葉雅麗（Elly）       |
| 2013年       | My盛Lady         | 盛花蕊               |
| 2014年       | 單戀雙城         | 黃淇英               |
| 2014年       | 使徒行者         | 林希微（Amy）        |
| 2014年       | 大藥坊           | 翩翩                 |
| 2014－2015年 | 愛·回家 (第一輯) | 凌俐（Lovely）       |
| 2015年       | 天眼             | 藍菱（Agatha、阿Fa） |
| 2016年       | 愛情食物鏈       | 高貴芬（高芬）       |
| 2017年       | 不懂撒嬌的女人   | 田蜜                 |
| 2017年       | 賭城群英會       | 程小北               |
| 2018年       | BB來了           | 許晴（Katrina）      |
| 2019年       | 婚姻合伙人       | 貝競枝（Kimchi）     |
| 2019年       | 金宵大廈         | 周小惠               |
| 2020年       | 殺手             | 林森森               |
| 2020年       | 迷網             | 張慧（Vincy）        |
| 2020年       | 反黑路人甲       | 莊明麗（Angel）      |
| 2020年       | C9特工           | 余小嬌（Cute媽、C9） |
| 2021年       | 七公主           | 顧青桐（Ching）      |
| 2022年       | 童時愛上你       | 雷紫彤（Amanda）     |
| 2023年       | 新聞女王         | 許詩晴（Cathy）      |
| 2024年       | 飛常日誌         | 呂芷珊               |
| 未播映       | 武林             | 單單單（Single姐）   |
| 未播映       | 夫妻的博弈       | 姜幸如               |
| 未播映       | 新聞女王2        | 許詩晴（Cathy）      |
| 未播映       | 璀璨之城         | 洪海允               |
| 邵氏兄弟     |                  |                      |
| 2018年       | 飛虎之潛行極戰   | 霍惠芸（Jomine）     |
| 2020年       | 非凡三俠         |                      |
| 中國大陸     |                  |                      |
| 2020年       | 三十而已         | 趙靜語               |
| 2024年       | 半熟男女         | 胡慕寧               |

### 電影
| 首映   | 片名                 | 角色                    |
| 2010年 | 72家租客             | 宣傳「頂太Phone」模特兒 |
| 2010年 | 美麗密令             | 何鳳                    |
| 2011年 | 我愛HK開心萬歲       | DeDe                    |
| 2011年 | 勁抽福祿壽           | 高海寧                  |
| 2012年 | 2012我愛香港喜上加囍 | 羅友蘭                  |
| 2013年 | 2013我愛HK 恭喜發財  | 楚楚                    |
| 2014年 | Delete愛人           | Rose                    |
| 2015年 | 賭城風雲II           | 國際刑警（臥底探員）    |
| 2017年 | 愛情奴隷獸           | 嚴正花                  |
| 2019年 | 最佳男友進化论       |                         |
| 2019年 | 福二代(網絡電影)     | 郭妃                    |
| 2020年 | 大雄的新恐龍         | 娜塔莉(粵語聲演)        |
| 2022年 | 前任不再見(網絡電影) | 章子姍                  |
| 2023年 | 鎖戰                 | 張以靜                  |
| 2025年 | 麻雀女王追男仔       | [ 26 ]                  |

### 電視節目（TVB）
- 2009年：當香港小姐遇上香港先生
- 2011年：為食總司令（越南篇）
- 2013年：最瀛自由行·四國
- 2015年：宜室宜居有辦法
- 2016年：街坊廚神舌戰愛情食物鏈
- 2016年：為食3姊妹
- 2017年：森美旅行團
- 2017年：我是小廚神 — 新加坡篇（TVB8首播）
- 2019年：仨心友行
- 2020年：後生仔傾馬仔（myTV SUPER 1台首播）
- 2023年：隨懿深度行
- 2023年：獎門人聖誕感謝祭[27]
- 2024年: 无限超越班 (第二季)[28]
- 2024年: 因為是朋友呀2 (抖音/英皇集團)[29]

## 創作
- 2012年：《寧…密語》

## 曾獲獎項及提名

### 萬千星輝頒獎典禮
| 年份   | 獎項                    | 劇集/節目                                                                | 角色/搭檔                                 | 結果     |
| 2010年 | 最佳節目主持            | 《健康奇案錄》                                                           | 連同林保怡和吳家樂                        | 最後五強 |
| 2011年 | 飛躍進步女藝員          | 《為食一條街》 《午夜出動》 《為食總司令》 《法證先鋒III》               | 不適用                                    | 最後五強 |
| 2014年 | 飛躍進步女藝員          | 《愛·回家》 《單戀雙城》 《使徒行者》 《大藥坊》                         | 不適用                                    | 最後五強 |
| 2014年 | 最佳女配角              | 《使徒行者》                                                             | 林希微                                    | 提名     |
| 2015年 | 最佳女配角              | 《天眼》                                                                 | 藍菱                                      | 提名     |
| 2016年 | 最佳女主角              | 《愛情食物鏈》                                                           | 高貴芬                                    | 提名     |
| 2017年 | 最佳女配角              | 《不懂撒嬌的女人》                                                       | 田蜜                                      | 提名     |
| 2017年 | 最受歡迎電視女角色      | 《不懂撒嬌的女人》                                                       | 田蜜                                      | 提名     |
| 2017年 | 飛躍進步女藝員          | 《不懂撒嬌的女人》 《賭城群英會》 《森美旅行團》 《最緊要好好玩 消暑版》 | 不適用                                    | 最後六強 |
| 2017年 | 最佳節目主持            | 《森美旅行團》                                                           | 連同森美、麥美恩和黃心穎                  | 提名     |
| 2018年 | 最佳女配角              | 《BB來了》                                                               | 許晴                                      | 提名     |
| 2018年 | 最受歡迎電視女角色      | 《BB來了》                                                               | 許晴                                      | 提名     |
| 2019年 | 最佳女主角              | 《婚姻合伙人》                                                           | 貝競枝                                    | 提名     |
| 2019年 | 最受歡迎電視女角色      | 《婚姻合伙人》                                                           | 貝競枝                                    | 提名     |
| 2019年 | 最佳女配角              | 《金宵大廈》                                                             | 周小惠                                    | 最後五強 |
| 2020年 | 最佳女主角              | 《反黑路人甲》                                                           | 莊明麗                                    | 提名     |
| 2020年 | 最受歡迎電視女角色      | 《反黑路人甲》                                                           | 莊明麗                                    | 提名     |
| 2020年 | 馬來西亞最喜愛TVB女主角 | 《反黑路人甲》                                                           | 莊明麗                                    | 提名     |
| 2021年 | 最佳女主角              | 《七公主》                                                               | 顧青桐                                    | 最後十強 |
| 2021年 | 最受歡迎電視女角色      | 《七公主》                                                               | 顧青桐                                    | 提名     |
| 2021年 | 馬來西亞最喜愛TVB女主角 | 《七公主》                                                               | 顧青桐                                    | 提名     |
| 2021年 | 最受歡迎電視拍檔        | 《七公主》                                                               | 連同黃翠如、林夏薇、江嘉敏、陳 瀅及鄺潔楹 | 提名     |
| 2022年 | 最佳女主角              | 《童時愛上你》                                                           | 雷紫彤                                    | 最後十強 |
| 2022年 | 最受歡迎電視女角色      | 《童時愛上你》                                                           | 雷紫彤                                    | 提名     |
| 2022年 | 馬來西亞最喜愛TVB女主角 | 《童時愛上你》                                                           | 雷紫彤                                    | 提名     |
| 2022年 | 最受歡迎電視拍檔        | 《童時愛上你》                                                           | 與張振朗                                  | 提名     |
| 2023年 | 最佳女配角              | 《新聞女王》                                                             | 許詩晴                                    | 獲獎     |

### TVB 馬來西亞星光薈萃頒獎典禮
| 年份   | 獎項                    | 劇集/節目                            | 角色/搭檔                        | 結果     |
| 2012年 | 我的最愛最具潛質女藝員  | 《天梯》                             | 姜艷萍                           | 最後五強 |
| 2013年 | 最喜愛TVB女配角         | 《法網狙擊》                         | 紀慕芝                           | 最後十強 |
| 2014年 | 最喜愛TVB飛躍進步女藝員 | 《單戀雙城》 《使徒行者》 《大藥坊》 | 不適用                           | 獲獎     |
| 2015年 | 最喜愛TVB女配角         | 《天眼》                             | 藍菱                             | 提名     |
| 2016年 | 最喜愛TVB熒幕情侶       | 《愛情食物鏈》                       | 與陳智燊一同提名                 | 提名     |
| 2017年 | 最喜愛TVB女配角         | 《不懂撒嬌的女人》                   | 田蜜                             | 最後三強 |
| 2017年 | 最喜愛TVB電視角色       | 《不懂撒嬌的女人》                   | 田蜜                             | 獲獎     |
| 2017年 | 最喜愛TVB節目主持       | 《森美旅行團》                       | 連同森美、麥美恩和黃心穎一同提名 | 最後十強 |

### 星和無綫電視大獎
| 年份   | 獎項                    | 劇集/節目                 | 角色/搭檔        | 結果     |
| 2014年 | TVB最佳新人             | 不適用                    | 不適用           | 提名     |
| 2015年 | 我最愛TVB女配角         | 《天眼》                  | 藍菱             | 最後十強 |
| 2016年 | 我最愛TVB女配角         | 《愛情食物鏈》            | 高貴芬           | 最後十強 |
| 2016年 | 我最愛TVB電視女角色     | 《愛情食物鏈》            | 高貴芬           | 提名     |
| 2017年 | 我最愛TVB電視女角色     | 《不懂撒嬌的女人》        | 田蜜             | 提名     |
| 2017年 | 我最愛TVB女配角         | 《不懂撒嬌的女人》        | 田蜜             | 提名     |
| 2017年 | TVB飛躍進步藝人         | 不適用                    | 不適用           | 獲獎     |
| 2017年 | 我最愛TVB綜藝節目主持人 | 《我是小厨神 - 新加坡篇》 | 與林師傑一同提名 | 最後十強 |

### 觀眾在民間電視大奬
| 年份   | 獎項           | 劇集                        | 角色   | 結果 |
| 2017年 | 民選飛躍女藝員 | 《不懂撒嬌的女人》          | 田蜜   | 提名 |
| 2017年 | 民選最佳女配角 | 《不懂撒嬌的女人》          | 田蜜   | 提名 |
| 2018年 | 民選最佳女配角 | 《飛虎之潛行極戰》          | 霍惠芸 | 提名 |
| 2019年 | 民選最佳女配角 | 《金宵大廈》                | 周小惠 | 提名 |
| 2019年 | 民選飛躍女藝員 | 《婚姻合伙人》 《金宵大廈》 | 不適用 | 提名 |
| 2020年 | 民選最佳女主角 | 《反黑路人甲》              | 莊明麗 | 提名 |
| 2020年 | 民選最佳女主角 | 《迷網》                    | 張慧   | 提名 |
| 2020年 | 民選最佳女主角 | 《C9特工》                  | 余小嬌 | 提名 |
| 2020年 | 民選最佳女配角 | 《殺手》                    | 林森森 | 提名 |
| 2023年 | 民選最佳女配角 | 《新聞女王》                | 許詩晴 | 獲獎 |

### 其他獎項
| 年份   | 頒獎典禮                | 獎項                            | 劇集               | 角色   | 結果 |
| 2008年 | 香港小姐競選            | 旅遊大使獎                      | 不適用             | 不適用 | 獲獎 |
| 2014年 | YAHOO!搜尋人氣大獎2014  | 圖片搜尋次數最多的人物          | 不適用             | 不適用 | 獲獎 |
| 2017年 | 香港電視大獎2017        | 女配角獎（劇集）                | 《不懂撒嬌的女人》 | 田蜜   | 提名 |
| 2023年 | 優酷娛樂×新聞女王收官禮 | 最具代表女王獎                  | 《新聞女王》       | 許詩晴 | 獲獎 |
| 2024年 | 亞洲影視內容大獎2024    | 最佳亞洲製作電視節目/劇集女配角 | 《新聞女王》       | 許詩晴 | 金獎 |
| 2024年 | 无限超越班 (第二季)     | 專業精神獎                      | 不適用             | 不適用 | 獲獎 |

## 外部連結
- 高海寧的Instagram帳戶
- 高海寧的新浪微博
- 高海寧的小紅書帳戶
- 2008年度香港小姐競選：高海寧的個人檔案
- 高海寧在香港影庫上的簡介
- 高海寧個人檔案 - tvb.com
- 高海寧在互联网电影资料库（IMDb）上的資料（英文）（英文）